# Dicksonia auricoma
Dicksonia auricoma là một loài dương xỉ trong họ Dicksoniaceae. Loài này được Spreng. mô tả khoa học đầu tiên năm 1827.
Danh pháp khoa học của loài này chưa được làm sáng tỏ. 